# باربرا بيرفورد
باربرا بيرفورد (بالإنجليزية: Barbara Burford)‏ هي كاتِبة بريطانية، ولدت في 9 ديسمبر 1944، وتوفيت في 20 فبراير 2010.